# Heerewaarden
Heerewaarden ist ein Dorf im Südwesten der Gemeinde Maasdriel in der niederländischen Provinz Gelderland. Es liegt zwischen Maas und Waal an der N 322. Es hat etwa 1350 Einwohner.